# Enrique Casaretto
Enrique Casaretto (Chiclayo, 29 aprile 1945 – Lima, 22 giugno 2020) è stato un calciatore peruviano, di ruolo attaccante.

## Carriera

### Club
Ha giocato nella massima serie dei campionati peruviano (vinto tre volte con l'Universitario) e statunitense.
Nel 1976 viene ingaggiato dalla franchigia statunitense dei Miami Toros. Con il floridiani non riesce ad accedere ai play-off per il titolo della North American Soccer League 1976.

### Nazionale
Con la nazionale peruviana ha giocato dal 1968 al 1975, vincendo la Copa América 1975.

## Palmarès

### Club

#### Competizioni nazionali
- Campionato peruviano: 3

Universitario: 1966, 1967, 1969